# Гатьенс, Джо
Джо́зеф Эдуа́рд Га́тьенс (англ. Joseph Edouard Gaetjens, английское произношение [ˈɡɛtʃɛnz] (Гетченс)  или [ˈɡeɪdʒɛnz] (Гейдженс); родился 19 марта 1924, Порт-о-Пренс, Гаити — объявлен умершим 10 июля 1964, Гаити) — гаитянский футболист, нападающий, игравший за сборную США на чемпионате мира 1950 года. Автор победного гола в матче против англичан в Белу-Оризонти 29 июня 1950 года.

## Фамилия
Несмотря на то, что фамилия Джо напоминает по звучанию фламандскую, он не был родом из Бельгии и не имел фламандских корней. Его фамилия происходит из северной части Германии, где также весьма распространён близкий по звучанию и написанию вариант Gätjens (Гетьенс).

## Биография
Джо Гатьенс родился в семье гаитянки и немца. Его прадед Томас, бывший уроженцем Бремена, был отправлен на Гаити Фридрихом Вильгельмом III, королём Пруссии. Вскоре после переезда на Гаити в 1825 году (признанной в то время Францией независимым государством) Томас женился на Леони Дежуа, дочери одного из генералов, принимавших активное участие в самоопределении гаитянской нации. Свидетельство о рождении отца Джо, Эдмонда, было зарегистрировано в немецком посольстве, на случай, если он захотел бы иметь немецкое гражданство.

## Карьера
В возрасте 14 лет Джо начал играть за одну из команд гаитянской лиги. Однако поскольку он не мог зарабатывать этим на жизнь, в конце 1940-х он едет в Нью-Йорк по стипендии правительства Гаити, чтобы учиться бухгалтерскому делу в Колумбийском университете. Там он играл за команду «Нью-Йорк Брукхэттан» из Американской футбольной лиги, став в итоге её лучшим бомбардиром. Успешным выступлением за клуб Джо Гатьенс обратил на себя внимание руководства сборной США и вскоре получил приглашение в национальную команду.

В 1950 году он едет на чемпионат мира в Бразилию. На чемпионате Джо провёл три матча. Его звёздным часом стала игра в Белу-Оризонти против англичан. Единственный гол Джо Гатьенса стал решающим в матче и, вместе с надёжной игрой вратаря Фрэнка Борги, позволил футболистам США сотворить самую большую сенсацию на турнире. На 38-й минуте игры полузащитник сборной США Уолтер Бар нанёс удар с 25 метров по английским воротам. Находившийся перед английским вратарём Бертом Уильямсом Гатьенс изменил направление мяча, в прыжке головой переправив его в противоположный угол. Победа американцев оказалась настолько ошеломляющей, что многие журналисты передавали счёт матча как 10:1 в пользу англичан, полагая, что произошла ошибка. После игры бразильские болельщики уносили Гатьенса с поля на руках.

Джозеф Гатьенс так и не получил американского гражданства. После чемпионата мира он некоторое время играл во Франции за парижский «Расинг» и алесский «Олимпик».

Вернувшись на Гаити в 1953 году, Джо продолжил играть в футбол за местные клубы, а также принял участие в отборочном матче к чемпионату мира 1954 года за сборную Гаити против сборной Мексики.
| Матчи и голы Джо Гатьенса за сборную США | Матчи и голы Джо Гатьенса за сборную США | Матчи и голы Джо Гатьенса за сборную США | Матчи и голы Джо Гатьенса за сборную США | Матчи и голы Джо Гатьенса за сборную США | Матчи и голы Джо Гатьенса за сборную США | Матчи и голы Джо Гатьенса за сборную США |
| ---------------------------------------- | ---------------------------------------- | ---------------------------------------- | ---------------------------------------- | ---------------------------------------- | ---------------------------------------- | ---------------------------------------- |
| №                                        | Дата                                     | Место проведения                         | Соперник                                 | Счёт                                     | Голы                                     | Турнир                                   |
| 1                                        | 25 июня 1950                             | Куритиба, Бразилия                       | Испания                                  | 1:3                                      | -                                        | Чемпионат мира 1950                      |
| 2                                        | 29 июня 1950                             | Белу-Оризонти, Бразилия                  | Англия                                   | 1:0                                      | 1                                        | Чемпионат мира 1950                      |
| 3                                        | 2 июля 1950                              | Ресифи, Бразилия                         | Чили                                     | 2:5                                      | -                                        | Чемпионат мира 1950                      |

Итого: 3 матча / 1 гол; 1 победа, 0 ничьих, 2 поражения.

## Жизнь после завершения карьеры футболиста
Вскоре после возвращения на родину Гатьенс завершил карьеру футболиста и стал владельцем химчистки. В 1955 году он женился, у него родились три сына. Однако его жизнь изменилась с приходом к власти Франсуа Дювалье. Хотя Джо Гатьенс не интересовался политикой, его родственники находились в оппозиции правительства Дювалье, а, следовательно, сам Джо становился мишенью нового политического режима.

Утром 8 июля 1964 года после самопровозглашения Дювалье пожизненным президентом Гаитянской республики семья Джозефа Гатьенса покинула страну. Гатьенс принял решение остаться, полагая, что будет малоинтересен приверженцам нового политического режима. В то же утро он был арестован тонтон-макутами и отправлен в тюрьму «Форт-Диманш», где через некоторое время был убит. Его тело так и не было найдено.

В 1976 году Джозеф Гатьенс был посмертно включён в Зал Американской Футбольной Славы.

В 2005 году на экраны вышел фильм «Игра их жизней» о победном матче американцев над англичанами в 1950 году, в котором роль Джозефа Гатьенса исполнил темнокожий актёр Джимми Жан-Луи. В фильме он является приверженцем верований вуду, однако в действительности Гатьенс имел светлую кожу и исповедовал католицизм.